# Daði Már Kristófersson

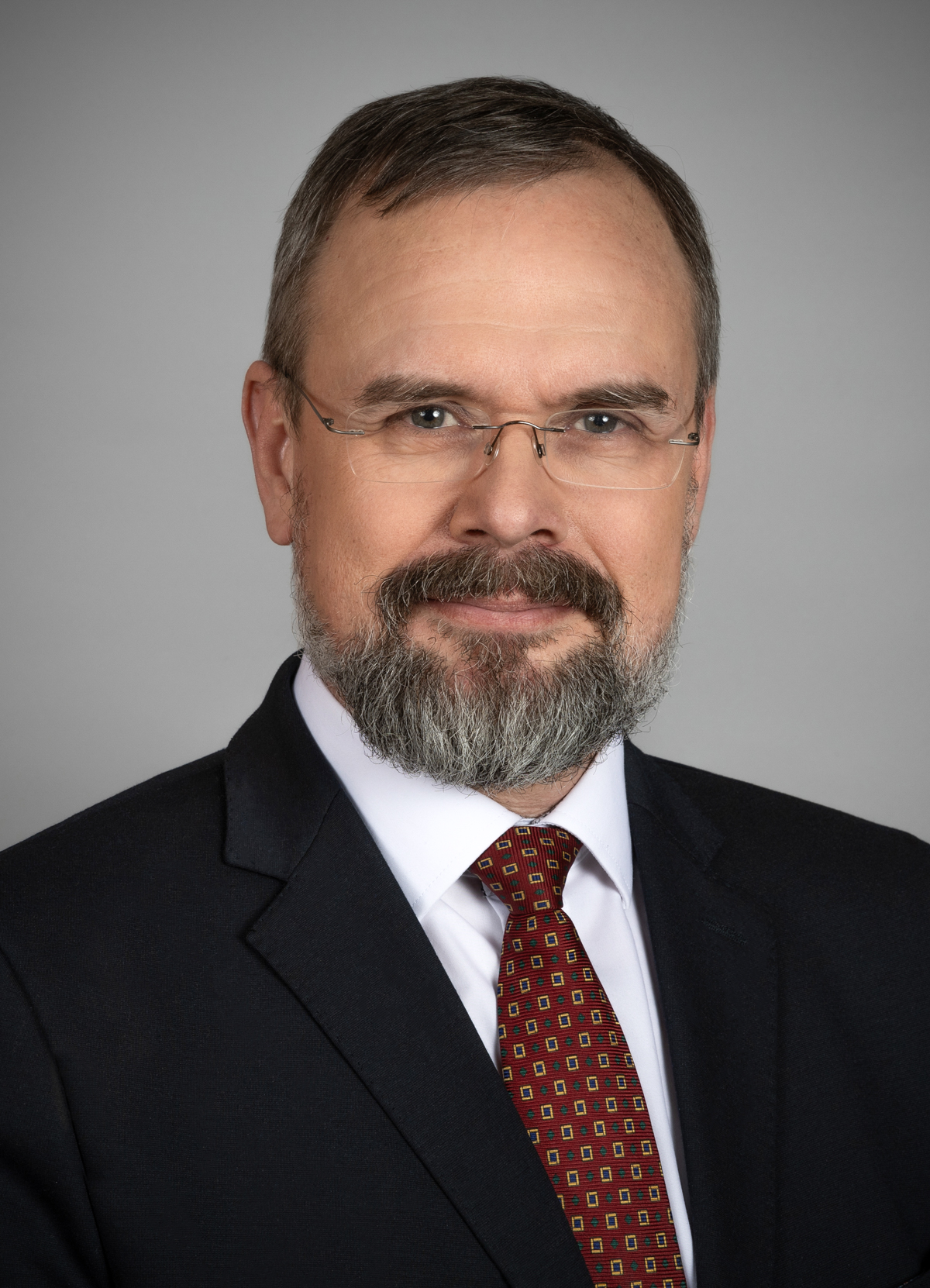
Daði Már Kristófersson (2025)

Daði Már Kristófersson (* 22. Oktober 1971) ist ein isländischer Politiker der liberalen Partei Viðreisn und seit dem 21. Dezember 2024 Finanz- und Wirtschaftsminister im Kabinett Kristrún Frostadóttir.

## Biografie
Daði absolvierte zunächst ein Studium der Agrarwissenschaften an der Landwirtschaftshochschule Islands (Landbúnaðarháskóli Íslands), das er 1997 mit dem Bachelor abschloss. Anschließend setzte er sein Studium an der Norwegischen Universität für Umwelt- und Biowissenschaften (NMBU) fort, wo er 2000 einen Masterabschluss in Umwelt- und Ressourcenökonomie. sowie 2005 den Doktortitel (Ph.D.) in Wirtschaftswissenschaften erlangte. 2013 wurde er Dekan der Fakultät für Sozialwissenschaften und 2016 zum Professor ernannt. Daði wurde 2020 zum stellvertretenden Vorsitzenden von Viðreisn gewählt. Für die Wahlperiode 2021–2024 war er stellvertretender Abgeordneter für Viðreisn.
Seit dem 21. Dezember 2024 ist er Finanz- und Wirtschaftsminister im Kabinett von Ministerpräsidentin Kristrún Frostadóttir.